# Trichodes umbellatarum
Trichodes umbellatarum és una espècie de coleòpter de la família Cleridae, subfamília Clerinae.

## Característiques
Té una longitud entre 10 i 16 mm. El dibuix dels èlitres està molt marcat i permet diferenciar-la d'altres espècies del mateix gènere. Recorda molt a Trichodes alvearius, però el dibuix dels èlitres és menys marcat en aquest i amb un patró diferent.

## Història natural
L'adult sol posar-se sobre les flors d'umbel·líferes i d'altres plantes; les larves als nius de Chalicodoma, Anthophora, Osmia, Megachile, Anthidium, etc., en els quals es desenvolupa a expenses dels ous i larves d'aquests àpids.

## Distribució
És d'origen nord-africà, àmpliament distribuït per França, Portugal, Espanya, Illes Balears, i Àfrica Del nord.